# Cabo de Oyambre
El cabo de Oyambre es una extensión de tierra saliente hacia el mar Cantábrico situada entre los municipios de San Vicente de la Barquera y Comillas, al oeste de Cantabria, España. Es uno de los más destacables de la geografía cántabra. Forma parte del parque natural de Oyambre.
Posee rasas y playas.